# Hưng Thủy
Hưng Thủy là một xã thuộc huyện Lệ Thủy, tỉnh Quảng Bình, Việt Nam.

## Địa lý
Xã Hưng Thủy nằm ở phía đông huyện Lệ Thủy, có vị trí địa lý:
- Phía đông giáp xã Ngư Thủy
- Phía tây giáp xã Tân Thủy
- Phía nam giáp xã Sen Thủy
- Phía bắc giáp xã Cam Thủy và xã Ngư Thủy Bắc.

Xã Hưng Thủy có diện tích 21,70 km², dân số năm 2019 là 6.322 người, mật độ dân số đạt 291 người/km².
Quốc lộ 1 chạy qua xã này.

## Hành chính
Xã Hưng Thủy được chia thành 13 thôn:Tây Giáp,Tương Trợ, Nội Mai, Đoàn Kết, Thắng Lợi, Đấu Tranh, Xóm Mới, Phù Thiết 1, Phù Thiết 2, Phù Lưu, Phù Thị, Hòa Đông, Làng Mới.

## Kinh tế
Kinh tế chủ yếu là nông nghiệp, lâm nghiệp, tiểu thủ công nghiệp.
Chợ Mai là nơi tập trung trao đổi mua bán của người dân.